# Deinypena ereboides
Deinypena ereboides är en fjärilsart som beskrevs av Holland 1894. Deinypena ereboides ingår i släktet Deinypena och familjen nattflyn. Inga underarter finns listade i Catalogue of Life.